# 亚历克斯·汉纳姆
亚历山大·莫瑞·汉纳姆（英語：Alexander Murray Hannum，1923年7月19日—2002年1月18日），美国职业篮球运动员、教练，奈史密斯篮球名人堂成员。

## 早年生涯
汉拿姆是土生土长的洛杉矶人，就读于当地的汉密尔顿高中，毕业于南加利福尼亚大学，也是大学篮球队成员。汉纳姆1948年在当时的BAA联盟中被印第安纳波利斯喷气机队选中，作为球员在1949年至1957年期间在NBA联盟打球，还曾经效力过锡拉丘兹民族隊、罗彻斯特皇家、密尔沃基老鹰/圣路易斯老鹰。

## 执教生涯
汉纳姆最为著名的执教时刻是在1966-67赛季带领拥有威尔特·张伯伦的费城76人夺取当年的NBA总冠军，而且终结了波士顿凯尔特人队的八连冠。他还曾带领鲍勃·佩蒂特领衔的圣路易斯老鹰在决赛中击败了凯尔特人，使得他成为NBA历史上仅有的三位率领两支不同球队夺得NBA总冠军的教练，汉纳姆则是第一位完成这一佳绩的教练（其他两位分别是菲尔·杰克逊和帕特·莱利）。而上述这两个赛季也恰恰是凯尔特人传奇中锋比尔·拉塞尔在NBA效力13个赛季裡，唯二没有拿到总冠军的赛季。1964年汉纳姆执教旧金山勇士时荣获NBA最佳教练。
1969年，汉纳姆率领球星里克·巴里领衔的奥克兰橡树队取得了当届的美国篮球协会（ABA）总冠军头衔，他也成为第一位也是仅有的两位之一的在NBA和ABA联盟以教练身份都取得联盟总冠军的教练。同年，汉纳姆也取得了ABA联盟年度最佳教练的称号。
1998年汉纳姆被引入篮球名人堂。有12位名人堂成员曾受过他的指导，除了佩蒂特、张伯伦和巴里，他还指导过克里夫·海根、爱德华·麦考利、斯特莱·马丁、多尔夫·谢伊斯、奈特·瑟蒙德、比利·坎宁安、哈尔·格瑞尔、埃尔文·海耶斯以及凯文·墨菲。
2002年汉纳姆病逝于加州圣迭戈，享年78岁。

## 名人轶事
- 汉纳姆是NBA历史上唯二在单场比赛中领受了超过六次个人犯规的球员之一（另一位是唐·奥滕）。1950年11月26日汉纳姆在对波士顿凯尔特人的比赛中被吹罚了7次犯规。
- 巧合的是，仅有的另一位分别取得NBA和ABA联盟总冠军的主教练比尔·沙尔曼也是执教张伯伦领衔的球队，带领洛杉矶湖人夺得了1972年的NBA总冠军。